# Noord
Il Noord (tradotto in italiano: Nord) è un fiume dei Paesi Bassi nel bacino del delta del Reno, della Mosa e della Schelda. 
Il Noord inizia il suo corso presso la città di Dordrecht, dove la Beneden Merwede si divide nell'Oude Maas e il Noord stesso. Presso Kinderdijk, poco dopo aver superato Ridderkerk, si unisce al Lek formando assieme la Nieuwe Maas. La lunghezza è di 8,6 chilometri e la direzione della corrente dipende dalle maree.
Il Noord separa l'isola di IJsselmonde dall'Alblasserwaard, sulla terraferma.

## Storia
Durante il Medioevo il fiume era la continuazione della Merwede, a sua volta considerato essere il seguito del fiume Waal, uno dei più importanti emissari del Reno. In seguito all'Inondazione di Santa Elisabetta del 1421 la Merwede trovò un nuovo e più corto percorso verso il mare, l'attuale Hollandsch Diep, e la diramazione verso nord, il Noord appunto, divenne salmastra. In seguito a diversi interventi di sbarramento e deviazione delle acque intervenuti nel corso dei secoli a opera dell'uomo, il Noord è tornato ad essere, come in origine, un fiume dalle acque dolci.